# Rayman: Szalone Kórliki 2
Rayman: Szalone Kórliki 2 (ang. Rayman Raving Rabbids 2) – druga gra z serii o Szalonych Kórlikach. W porównaniu do poprzedniej części, główny nacisk postawiono bardziej na Kórliki, przez co prawie pominięta została postać Raymana. Została stworzona i wydana przez francuską firmę Ubisoft.

## Fabuła
Po raz kolejny Kórliki postanawiają opanować świat, lecz tym razem nie jest to fikcyjny świat Raymana, tylko nasz prawdziwy. Rayman nocą próbuje dostać się do siedziby Kórlików, i jest świadkiem tego, jak Kórliki oglądają specjalnie zmontowany film prezentujący codzienne życie każdego człowieka. Dzięki niezawodnemu przebraniu Kórlika, Rayman bez problemu przedostaje się do ich bazy i zostaje nierozpoznany.

## Rozgrywka
W przeciwieństwie do części pierwszej, tutaj można grać w mini-gry Kórlikiem, którego można wedle uznania przebrać w różne ciuchy, zmienić fryzuję itp. Kostiumy, w które można przebrać Kórlika, odnoszą się do popkultury i znanych postaci z gier i filmów, np. Indiana Jones, Spider-Man, Wojownicze Żółwie Ninja, Sam Fisher, Ken Masters ze Street Fighter, Czarodziejka z Księżyca, Krusty Krew ze SpongeBob Kanciastoporty, Jason Voorhees z Piątku Trzynastego, czy główna postać z Assassin’s Creed, nazywana przez fanów „The Bunny Creed”.
W oryginalnej wersji na Wii jest w sumie 51 różnych mini-gier.

## Wersja PC polska i rosyjska
RRR2 zostało wydane w wersji na PC tylko w Polsce, w Rosji i w Chinach. Zawartość gry została ograniczona do 16 mini-gier. W Polsce wersja ta została podzielona na cztery płyty, z czego każda zawiera 4 mini-gry (w sumie 16).

## Soundtrack
Tak jak w pierwszej części, na soundtracku znalazło się 10 piosenek wykorzystanych w rozgrywce:
1. James Brown – „Papa's Got a Brand New Bag” (tylko wersja na Wii)
2. The Rolling Stones – („I Can't Get No”) „Satisfaction” (tylko wersja na Wii)
3. Kool & the Gang – „Celebration"
4. Deep Purple – „Smoke on the Water"
5. Dion and the Belmonts – „A Teenager in Love” (z wyjątkiem wersji japońskiej i na konsoli DS)
6. Puffy AmiYumi – これが私の生きる道 („Kore ga watashi no ikiru michi”) (tylko wersja japońska)
7. Lipps Inc – „Funkytown"
8. The Drunken Sailor „Remix” (tylko wersja na DS)
9. The Butcher Dee-Jay (tylko wersja na DS)
10. Dark Iron Bunnies (tylko wersja na DS)

## Głosy
- David Gasman – Rayman[1]
- Marcel Popo – Kórliki / Rayman[2]